# Crise économique des années 1970 au Luxembourg
 (janvier 2021).
La crise économique des années 1970 au Luxembourg survient dans ce pays au milieu des années 1970 à la suite des conséquences sur l'économie mondiale des deux chocs pétroliers de 1973 et 1979. 

## Contexte historique
Avant les crises des années 1970, le Luxembourg était marqué par un boom économique. L'économie luxembourgeoise, comme beaucoup d'autres économies européennes, se caractérise par une sidérurgie plus productive, l'adoption du keynésianisme et le modèle de production du fordisme. Ainsi, un compromis historique relativement stable entre le capital-travail et l'État a été établi. En 1960, par conséquent, l'industrie sidérurgique contribuait à un peu moins de 30 % du PIB.

## Crise des années 1970
La croissance économique mondiale a mis l'ordre monétaire international (système de Bretton Woods) de plus en plus en péril. Le choc Nixon de 1971 et le retrait de plusieurs pays du traité ont finalement conduit à sa dissolution complète en 1973. À cela s'ajoutent la fatigue du modèle de production du fordisme et les deux chocs pétroliers des années 70, qui ont poussé de nombreux gouvernements en Europe à réduire le contrôle des marchés par l'État. Le keynésianisme était donc également en recul et l'industrie sidérurgique était en crise.

## Réactions au Luxembourg
Le Luxembourg se distingue nettement des autres nations d'Europe occidentale dans sa gestion des crises susmentionnées. Par exemple, le niveau de production de l'industrie sidérurgique a été ajusté plus tôt que dans d'autres pays. Des mesures étatiques ont également été prises. La création de la division anti-crise en 1975 a permis d'absorber les emplois perdus dans l'industrie sidérurgique. Dans le même temps, les termes des contrats devaient être maintenus. En 1976, le fonds de chômage a également été créé par la loi afin d'ancrer les mesures de soutien et, à l'aide d'une taxe de solidarité, de faire participer chacun aux coûts. En 1977, le paquet de mesures a été complété par un régime de retraite anticipée. L'implication des syndicats et du patronat dans la « tripartite » devait également s'avérer un facteur de stabilisation. La grande différence au Luxembourg pour surmonter les crises des années 1970 est donc que le contrôle de l'État sur l'économie et l'emploi n'a pas été réduit. La fin du keynésianisme, comme ce fut le cas dans d'autres pays d'Europe occidentale, n'a pas pu être enregistré.